# Tomaso Albinoni
Tomaso Giovanni Albinoni (n. 8 iunie 1671, Veneția, Republica Veneția – d. 17 ianuarie 1751, Veneția, Republica Veneția) a fost un compozitor și violonist italian.

## Viața
Fiul lui Antonio Albinoni (1634–1709), un prosper comerciant de hârtie și un nobil din Veneția, a studiat vioara și canto. Despre viața sa se cunoaște relativ puțin considerând statutul său de compozitor printre contemporanii săi și comparativ cu perioada relativ bine documentată în care a trăit. În 1694 și-a dedicat opera sa Opus 1 concetățeanului său venețian Pietro, Cardinal Ottoboni (strănepot al Papei Alexandru al VIII-lea); Ottoboni a fost un important susținător al compozitorilor din Roma, între care și Arcangelo Corelli. Albinoni a fost angajat în 1700 ca violonist la Fernando Carlo, Duce de Mantua, căruia i-a dedicat opera sa Opus 2, colecție de piese instrumentale. În 1701 a scris extrem de popularele suite Opus 3, și a dedicat această colecție Marelui Duce Ferdinand III al Toscaniei. 
În 1705 s-a căsătorit, asistat de Antonino Biffi, unul din prietenii lui Albinoni, maestro di cappella la Bazilica Sfântul Marcu din Veneția. Albinoni se pare că nu a avut o altă legătură cu așezământul muzical de bază din Veneția, oricum, a atins timpuriu faima de compozitor de operă în multe orașe din Italia cum ar fi Veneția, Genova, Bologna, Mantua, Udine, Piacenza și Napoli. În această perioadă a fost de asemenea un compozitor de muzică instrumentală prolific: înainte de 1705, a scris în special trio sonate și concerte pentru vioară, dar între 1705 - 1719 și după a scris solo sonate și concerte pentru oboi.
Spre deosebire de cei mai mulți dintre compozitorii din vremea sa, nu pare să fi văzut în vreun post nici în cadrul bisericii nici la curte, dar a fost un om independent, care a preferat să compună o muzică fără influențe. Apoi, în 1722, Maximilian al II-lea Emanuel, Principe al Bavariei, căruia Albinoni i-a dedicat un set de douăsprezece concerte, l-a invitat să conducă opera princiară.
În 1742 o colecție de sonate pentru vioară ale lui Albinoni au fost publicate în Franța ca operă postumă, și cercetătorii au presupus multă vreme că aceasta înseamnă că Albinoni a decedat în această perioadă. Totuși se pare că a continuat să trăiască in Veneția, în anonimat; o înregistrare din parohia San Barnaba, unde s-a născut, indică că un anume Tomaso Albinoni a murit în anul 1751, "la vârsta de 84" (părând să fie o greșeală ), de diabet.

## Muzica și influențe
A scris circa cincizeci de opere dintre care 28 au fost scrise în Veneția între 1723 și 1740, dar în prezent este citat în principal pentru muzica sa instrumentală, în special concertele sale pentru oboi.
Muzica sa instrumentală a atras atenția în mod deosebit lui Johann Sebastian Bach, care a scris cel puțin două dintre fugile sale pe teme de Albinoni și a folosit în mod constant basul la exercițiile de armonie pentru elevii săi.
Mare parte a operei lui Albinoni s-a pierdut în cel de al II lea război mondial, prin distrugerea Bibliotecii de stat din Dresda, astfel încât se cunoaște foarte puțin din viața și opera de după mijlocul anilor 1720. 
Faimosul Adagio in Sol Minor de Albinoni a fost reconstituit de Remo Giazotto după un fragment al părții lente din trio sonata, ce s-a descoperit printre ruinele Bibliotecii de stat.

## Lucrări publicate
- Op. 1	1694	12 Sonata a tre.
- Op. 2	1700	6 Sinfonias & 6 Concerti a 5.
- Op. 3	1701	12 Baletti de Camera a tre.
- Op. 4	1704	6 Sonates da chiesa for violin & B.C. 1708 published by Roger à Amsterdam.
- Op. 5	1707	12 Concertos pour violin & B.C.
- Op. 6	1711	12 sonata da camera.
- Op. 7	1716	12 Concertos for 1 or 2 oboe and strings.
- Op. 8	1721	6 Sonates & 6 Baletti a tre.
- Op. 9	1722	12 Concertos pour 1 or 2 oboe and strings.
- Op. 10 ?? 12 Violin Concertos